# Marsa Alam

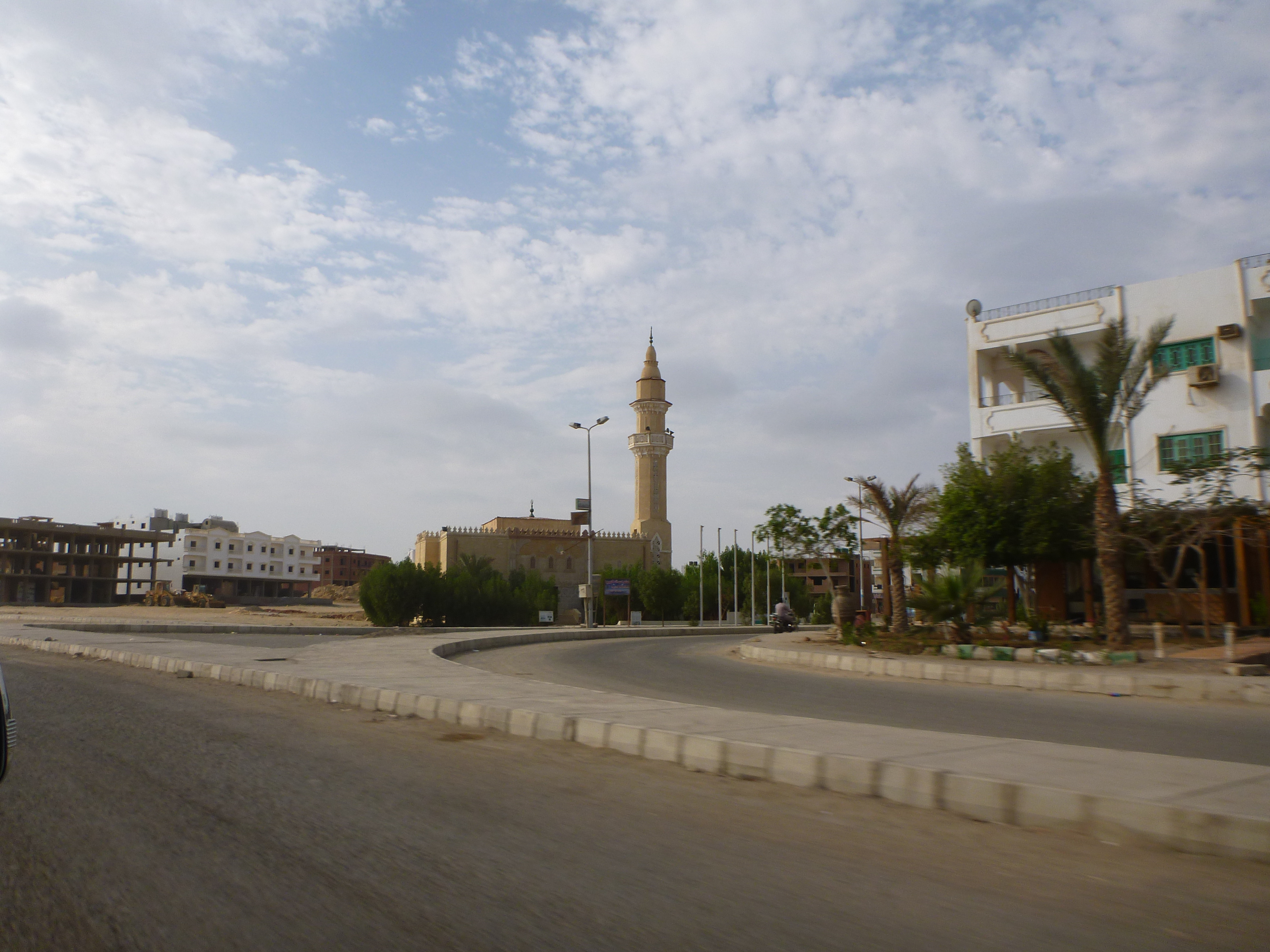
Mosquée à Marsa Alam.

Marsa Alam (alias Mersa ; en arabe : مرسى علم, romanisation : Marsā ‛Alam, littéralement « La Baie des drapeaux ») est une ville égyptienne d'environ 6 000 habitants située au bord de la mer Rouge dans le sud de l’Égypte, à environ 271 km au sud d'Hurghada et 220 km à l'est d'Edfou. Étant connue auparavant comme un village de pêcheurs se trouvant à la jonction de la route longeant la mer Rouge et celle en direction d’Edfou dans la vallée du Nil, Marsa Alam s'est transformée en une petite ville, surtout grâce au tourisme. C’est dans ce cadre de développement que l'aéroport International de Marsa Alam ouvre en octobre 2003.
Jusqu'à présent, Marsa Alam échappe au tourisme de masse qui a dénaturé une partie du littoral de la région[réf. nécessaire]. De nombreux observateurs[Qui ?] prévoient que la ville deviendra d'ici quelques années un centre de vacances balnéaires aussi populaire et important que Hurghada ou Charm el-Cheikh.

## Histoire
Marsa Alam était connue dès l’époque pharaonique pour ses gisements d’or, d’émeraude et de pierre fine tout comme de cuivre et de plomb. La route rejoignant Edfou fut probablement construite sous le règne de Ptolémée II.

## Sources
1. ↑  Le resort - Marsa Alam Resort - Gorgonia Beach Resort - Marsa Alam Beach Resort.

- (de) Cet article est partiellement ou en totalité issu de l’article de Wikipédia en allemand intitulé « Marsa Alam » (voir la liste des auteurs).